# Verscio
Verscio era uma comuna da Suíça, no Cantão Tessino, com cerca de 1.004 habitantes. Estendia-se por uma área de 3,79 km², de densidade populacional de 265 hab/km². Confinava com as seguintes comunas: Avegno, Cavigliano, Losone, Maggia, Tegna.
A língua oficial nesta comuna era o Italiano.

## História
Em 14 de abril de 2013, passou a formar parte da nova comuna de Terre di Pedemonte.